# Константин Рэдулеску (стадион)
Константин Рэдулеску (рум. Stadionul Dr. Constantin Rădulescu) — футбольный стадион в румынском городе Клуж-Напока. 
Стадион был построен в 1973 году и перестроен в 2008 году. Первоначальное название — «Груя», но потом он был назван в честь легендарного тренера румынской сборной.
Домашний стадион клуба ЧФР (Клуж).